# 日本俱乐部青年足球15岁以下锦标赛
日本俱樂部青年足球15歲以下錦標賽（日语：日本クラブユースサッカー選手権(U-15)大会）是由日本足球協會與日本俱樂部青年足球聯盟聯合主辦的日本足球賽事。該錦標賽由面向日本初中年齡段（即第三類）球隊，同時也允許的含日本職業足球聯賽、日本足球聯賽等在內的社會人足球俱樂部旗下青年隊報名參賽。
日本俱樂部青年足球15歲以下錦標賽於1986年開始舉行，首屆比賽在長野縣主辦；隨後該錦標賽於1997年遷至福島縣的J-VILLAGE舉行。2011年受東日本大震災的影響，日本俱樂部青年足球15歲以下錦標賽改在北海道帶廣市等地舉行。最近的第39屆錦標賽於2024年由札幌市、小樽市、夕張市和栗山町聯合主辦。

## 比賽方式
本章節內容以2013年第28屆賽事為例。

### 參賽資格
日本九大賽區共計選拔48隻球隊參與預賽，各地區參賽名額見下表。
| 賽區       | 名額 | 賽區     | 名額 | 賽區     | 名額 |
| ---------- | ---- | -------- | ---- | -------- | ---- |
| 北海道賽區 | 2    | 東北賽區 | 3    | 關東賽區 | 13   |
| 北信越賽區 | 4    | 東海賽區 | 7    | 關西賽區 | 8    |
| 中國賽區   | 3    | 四國賽區 | 2    | 九州賽區 | 6    |

### 預賽階段
48隻球隊共計分成12組，每組為4隻球隊，採用組內單循環賽制。每組前2名及各組成績較好的8隻第3名球隊共計32隻球隊進入決賽階段。預賽每場比賽為80分鐘（半場40分鐘），不設加時賽。勝隊積3分，戰平各積1分，負隊積0分。若積分相同則依次比較淨勝球數、總進球數和相互對戰成績；如若再相同則抽籤決定名次。

### 決賽階段
32隻球隊以抽籤分組後採用單敗淘汰賽制。每場比賽為80分鐘（半場40分鐘）；若平局則延長20分鐘（半場10分鐘）加時賽，加時賽不採用金球制；如若再平局則進行點球大戰。決賽不設立第三、四名排位賽，半決賽被淘汰的兩隻球隊自動獲得並列第三名。

## 賽事結果
| 屆                                                | 年份   | 冠軍球隊                  | 決賽比分     | 亞軍球隊                  | 季軍球隊                                          | 公平競賽獎              |
| ------------------------------------------------- | ------ | ------------------------- | ------------ | ------------------------- | ------------------------------------------------- | ----------------------- |
| 1                                                 | 1986年 | 讀賣足球俱樂部            | 未知         | 三菱養和足球學校          | 町田青少年隊                                      | 未設立                  |
| 2                                                 | 1987年 | 兵庫足球俱樂部            | 1:0          | 神戶足球俱樂部青少年隊    | 三菱養和足球學校                                  | 未設立                  |
| 3                                                 | 1988年 | 讀賣足球學校              | 未知         | 町田青少年隊              | 日產足球俱樂部                                    | 未設立                  |
| 4                                                 | 1989年 | 讀賣青少年隊              | 未知         | 町田青少年隊              | 三菱養和足球學校                                  | 未設立                  |
| 5                                                 | 1990年 | 讀賣青少年隊              | 未知         | 日產追浜足球俱樂部        | 神戶足球俱樂部青少年隊                            | 未設立                  |
| 6                                                 | 1991年 | 讀賣足球俱樂部青少年隊    | 未知         | 日產追浜足球俱樂部        | 釜本足球俱樂部 日產足球俱樂部                     | 未設立                  |
| 7                                                 | 1992年 | 日產足球俱樂部            | 未知         | 榮足球俱樂部              | 枚方藤田足球俱樂部 市川金塚                       | 未設立                  |
| 8                                                 | 1993年 | 橫濱水手青少年隊          | 未知         | 市原JEF聯青少年隊         | 枚方藤田足球俱樂部 橫濱飛翼青少年隊               | 未設立                  |
| 9                                                 | 1994年 | 岐阜並進                  | 未知         | 市原JEF聯青少年隊         | 橫濱水手青少年隊                                  | 未設立                  |
| 10                                                | 1995年 | 清水心跳青少年隊          | 未知         | 讀賣足球俱樂部青少年隊    | 市原JEF聯青少年隊                                 | 未設立                  |
| 11                                                | 1996年 | 清水心跳青少年隊          | 未知         | 岐阜並進                  | 市原JEF聯青少年隊                                 | 未設立                  |
| 12                                                | 1997年 | 清水心跳青少年隊          | 未知         | 橫濱水手青少年隊          | 三菱養和足球學校 讀賣足球俱樂部青少年隊           | 未設立                  |
| 13                                                | 1998年 | 市原JEF聯青少年隊         | 3:1          | 清水心跳青少年隊          | 讀賣足球俱樂部青少年隊 神戶勝利船青少年隊         | 未設立                  |
| 14                                                | 1999年 | 京都不死鳥青少年隊        | 3:2          | 清水心跳青少年隊          | 大阪飛腳青少年隊 神戶勝利船青少年隊               | 未設立                  |
| 15                                                | 2000年 | 橫濱水手青少年隊          | 2:0          | 京都不死鳥青少年隊        | 廣島三箭青少年隊 柏太陽王青少年隊                 | 未設立                  |
| 16                                                | 2001年 | 浦和紅鑽青少年隊          | 3:1          | 東京足球俱樂部U15隊       | 鹿島鹿角青少年隊 柏太陽王青年隊                   | 未設立                  |
| 17                                                | 2002年 | 柏太陽王青少年隊          | 0:0△ （5:4） | 綠茵青少年隊              | 圖南足球俱樂部 東京足球俱樂部U15隊                | 未設立                  |
| 18                                                | 2003年 | 東京足球俱樂部U15隊       | 1:0          | 市原JEF聯舞濱青少年隊     | 清水心跳青少年隊 廣島三箭青少年隊                 | 未設立                  |
| 19                                                | 2004年 | 綠茵青少年隊              | 1:0          | 大阪飛腳青少年隊          | 名古屋八鯨U15隊 橫濱水手青少年隊                  | 未設立                  |
| 20                                                | 2005年 | 浦和紅鑽青少年隊          | 3:0          | 橫濱水手青少年隊          | 綠茵青少年隊 神戶勝利船青少年隊                   | 未設立                  |
| 21                                                | 2006年 | 橫濱水手追濱青少年隊      | 4:3△         | 清水心跳青少年隊          | 柏太陽王U15青年隊 浦和紅鑽青少年隊                | 未設立                  |
| 22                                                | 2007年 | 京都不死鳥足球俱樂部U15隊 | 1:0△         | 東京綠茵1969青少年隊      | 清水心跳青少年隊 柏太陽王U15隊                    | 未設立                  |
| 23                                                | 2008年 | 名古屋鯨魚U15隊           | 1:0          | 大阪飛腳青少年隊          | 橫濱水手青少年追濱隊 浦和紅鑽青少年隊             | 未設立                  |
| 24                                                | 2009年 | 神戶勝利船青少年隊        | 3:1          | 京都不死鳥足球俱樂部U15隊 | 名古屋鯨魚U15隊 沼津ACN喜悅                       | 未設立                  |
| 25                                                | 2010年 | 清水心跳青少年隊          | 3:2          | 磐田喜悅青少年隊          | 浦和紅鑽青少年隊 廣島三箭青少年隊                 | 未設立                  |
| 26                                                | 2011年 | 清水心跳青少年隊          | 5:2          | 大阪飛腳青少年隊          | 京都不死鳥足球俱樂部U15隊 神戶勝利船U15隊         | 未設立                  |
| 27                                                | 2012年 | 大阪飛腳青少年隊          | 2:0          | 神戶勝利船U15隊           | 新潟天鵝青少年隊 清水心跳青少年隊                 | 未設立                  |
| 28                                                | 2013年 | 橫濱水手青少年隊          | 2:0          | 東京足球俱樂部深川U15隊   | 京都不死鳥足球俱樂部U15隊 大阪飛腳青少年隊        | 未設立                  |
| 29                                                | 2014年 | 鹿島鹿角青少年隊          | 2:1          | 清水心跳青少年隊          | 名古屋鯨魚U15隊 廣島三箭青少年隊                  | 未設立                  |
| 30                                                | 2015年 | 橫濱水手青少年隊          | 3:0          | 東京足球俱樂部武藏U15隊   | 京都不死鳥足球俱樂部U15隊 大阪飛腳青少年隊        | 大阪飛腳青少年隊        |
| 31                                                | 2016年 | 清水心跳青少年隊          | 2:0          | 福島JFA學校U15隊          | 三菱養和巢鴨青少年隊 北海道札幌岡薩多U15隊        | 清水心跳青少年隊        |
| 32                                                | 2017年 | 鳥栖砂岩U15隊             | 2:1          | 柏太陽王U15隊             | 浦和紅鑽青少年隊 清水心跳青少年隊                 | 浦和紅鑽青少年隊        |
| 33                                                | 2018年 | 廣島三箭青少年隊          | 3:2          | 大阪櫻花U15隊             | 橫濱水手青少年隊 北海道札幌岡薩多U15隊            | 廣島三箭青少年隊        |
| 34                                                | 2019年 | 鳥栖砂岩U15隊             | 1:0          | 大阪櫻花U15隊             | 橫濱水手青少年隊 東京足球俱樂部武藏U15隊          | 橫濱水手青少年隊        |
| 35                                                | 2020年 | 賽事取消                  | 賽事取消     | 賽事取消                  | 賽事取消                                          | 賽事取消                |
| 36                                                | 2021年 | 東京足球俱樂部武藏U15隊   | 0:0△ （5:4） | 鳥栖砂岩U15隊             | 名古屋鯨魚U15隊 東京綠茵青少年隊                  | 不適用                  |
| 37                                                | 2022年 | 大阪櫻花U15隊             | 3:1          | 橫濱足球俱樂部青少年隊    | 神戶勝利船U15隊 鳥栖砂岩U15隊                     | 神戶勝利船U15隊         |
| 38                                                | 2023年 | 多摩足球俱樂部青少年隊    | 2:1          | 熊本微笑                  | 川崎前鋒生田U15隊 鹿島鹿角青少年隊                | 鹿島鹿角青少年隊        |
| 39                                                | 2024年 | 川崎前鋒生田U15隊         | 4:1          | 岐阜足球俱樂部U15隊       | 東京足球俱樂部武藏U15隊 橫河武藏野足球俱樂部U15隊 | 東京足球俱樂部武藏U15隊 |
| 註：△代表有進行加時賽；（）內比分為點球大戰得分。 |        |                           |              |                           |                                                   |                         |

### 冠軍球隊統計
| 球隊名稱                           | 冠軍 次數 | 亞軍 次數 | 奪冠年份                                            |
| ---------------------------------- | --------- | --------- | --------------------------------------------------- |
| 清水心跳青少年隊                   | 6         | 4         | 1995年 / 1996年 / 1997年 / 2010年 / 2011年 / 2016年 |
| 東京綠茵青少年隊                   | 6         | 3         | 1986年 / 1988年 / 1989年 / 1990年 / 1991年 / 2004年 |
| 橫濱水手青少年隊                   | 5         | 2         | 1992年 / 1993年 / 2000年 / 2013年 / 2015年          |
| 京都不死鳥足球俱樂部U15隊          | 2         | 2         | 1999年 / 2007年                                     |
| 鳥栖砂岩U15隊                      | 2         | 1         | 2017年 / 2019年                                     |
| 浦和紅鑽青少年隊                   | 2         | 0         | 2001年 / 2005年                                     |
| 大阪飛腳青少年隊                   | 1         | 3         | 2012年                                              |
| 市原JEF聯青少年隊                  | 1         | 2         | 1998年                                              |
| 東京足球俱樂部深川U15隊            | 1         | 2         | 2003年                                              |
| 橫濱水手追濱青少年隊               | 1         | 2         | 2006年                                              |
| 神戶勝利船青少年隊                 | 1         | 2         | 2009年                                              |
| 大阪櫻花U15隊                      | 1         | 2         | 2022年                                              |
| 岐阜並進                           | 1         | 1         | 1994年                                              |
| 柏太陽王青少年隊                   | 1         | 1         | 2002年                                              |
| 東京足球俱樂部武藏U15隊            | 1         | 1         | 2021年                                              |
| 兵庫足球俱樂部                     | 1         | 0         | 1987年                                              |
| 名古屋鯨魚U15隊                    | 1         | 0         | 2008年                                              |
| 鹿島鹿角青少年隊                   | 1         | 0         | 2014年                                              |
| 廣島三箭青少年隊                   | 1         | 0         | 2018年                                              |
| 多摩足球俱樂部青少年隊             | 1         | 0         | 2023年                                              |
| 川崎前鋒生田U15隊                  | 1         | 0         | 2024年                                              |
| 註：如遇球隊改名則以現用名稱為準。 |           |           |                                                     |

## 個人獎項
| 屆 | 年份   | 最有價值球員獎                        | 進步最快球員獎                       | 得分王 |
| -- | ------ | ------------------------------------- | ------------------------------------ | --- |
| 16 | 2001年 | 中村祐也（浦和紅鑽青少年隊）          | 林佑樹（東京足球俱樂部U15隊）        | 不適用 |
| 17 | 2002年 | 未                                    | 未                                   | 不適用 |
| 18 | 2003年 | 森村昂太（東京足球俱樂部U15隊）       | 河上徹（市原JEF聯舞濱青少年隊）      | 不適用 |
| 19 | 2004年 | 高木駿（綠茵青少年隊）                | 安田晃大（大阪飛腳青少年隊）         | 不適用 |
| 20 | 2005年 | 田仲智紀（浦和紅鑽青少年隊）          | 齋藤學（橫濱水手青少年隊）           | 齋藤學（橫濱水手青少年隊）                                                                                  |
| 21 | 2006年 | 中田航平（橫濱水手追濱青少年隊）      | 畑直樹（清水心跳青少年隊）           | 宇佐美貴史（大阪飛腳青少年隊）                                                                              |
| 22 | 2007年 | 宮吉拓實（京都不死鳥足球俱樂部U15隊） | 涉谷亮（東京綠茵1969青少年隊）       | 宮吉拓實（京都不死鳥足球俱樂部U15隊）                                                                       |
| 23 | 2008年 | 高原幹（名古屋鯨魚U15隊）             | 小谷光毅（大阪飛腳青少年隊）         | 小谷光毅（大阪飛腳青少年隊）                                                                                |
| 24 | 2009年 | 岩波拓也（神戶勝利船青少年隊）        | 森口亮（京都不死鳥足球俱樂部U15隊）  | 南野拓實（大阪櫻花U15隊）                                                                                   |
| 25 | 2010年 | 鈴木聖矢（清水心跳青少年隊）          | 中野誠也（磐田喜悅青少年隊）         | 國分將（北海道札幌岡薩多U15隊） 武颯（橫濱水手追濱青少年隊） 海野智貴（清水心跳青少年隊）                   |
| 26 | 2011年 | 北川航也（清水心跳青少年隊）          | 高木彰人（大阪飛腳青少年隊）         | 北川航也（清水心跳青少年隊）                                                                                |
| 27 | 2012年 | 高木彰人（大阪飛腳青少年隊）          | 松原啟介（神戶勝利船U15隊）          | 宮森祐希（大阪飛腳青少年隊）                                                                                |
| 28 | 2013年 | 西田優太（橫濱水手青少年隊）          | 廣末陸（東京足球俱樂部深川U15隊）    | 中村駿太（柏太陽王U15隊） 小西雄大（大阪飛腳青少年隊）                                                      |
| 29 | 2014年 | 沖悠哉（橫濱水手青少年隊）            | 吉田峻（清水心跳青少年隊）           | 鈴木魁人（清水心跳青少年隊）                                                                                |
| 30 | 2015年 | 中丸流佳（橫濱水手青少年隊）          | 竹浪良威（東京足球俱樂部武藏U15隊）  | 棚橋堯士（橫濱水手青少年隊）                                                                                |
| 31 | 2016年 | 青島太一（清水心跳青少年隊）          | 廣岡睦樹（福島JFA學校U15隊）         | 宮城天（川崎前鋒生田U15隊）                                                                                 |
| 32 | 2017年 | 佐藤聰史（鳥栖砂岩U15隊）             | 田村蒼生（柏太陽王U15隊）            | 田中禪（鳥栖砂岩U15隊） 佐藤聰史（鳥栖砂岩U15隊） 堀井真海（浦和紅鑽青少年隊） 津久井匠海（熊谷足球俱樂部） |
| 33 | 2018年 | 棚田遼（廣島三箭青少年隊）            | 西村昴（大阪櫻花U15隊）              | 水谷優佑（千里丘足球俱樂部）                                                                                |
| 34 | 2019年 | 鬼木健太（鳥栖砂岩U15隊）             | 藤田崇弘（大阪櫻花U15隊）            | 池田怜央（滋賀琵琶湖U15隊）                                                                                 |
| 35 | 2020年 | 賽事取消                              | 賽事取消                             | 賽事取消 |
| 36 | 2021年 | 小林脩晃（東京足球俱樂部武藏U15隊）   | 山崎遥稀（鳥栖砂岩U15隊）            | 増田陽太（多摩足球俱樂部青少年隊） 山崎遥稀（鳥栖砂岩U15隊）                                                |
| 37 | 2022年 | 上山泰智（大阪櫻花U15隊）             | 前田勘太朗（橫濱足球俱樂部青少年隊） | 渡邊隼人（神戶勝利船U15隊）                                                                                 |
| 38 | 2023年 | 吉田湊海 （多摩足球俱樂部青少年隊）   | 菊山璃皇（熊本微笑）                 | 吉田湊海 （多摩足球俱樂部青少年隊）                                                                         |
| 39 | 2024年 | 十河晟央（川崎前鋒生田U15隊）         | 高田憲慎（岐阜足球俱樂部U15隊）      | 永添功樹（大阪櫻花U15隊） 十河晟央（川崎前鋒生田U15隊）                                                     |

## 附屬賽事

### 發展盃
發展盃（デベロップカップ）指的是隸屬於日本俱樂部青年足球聯盟旗下且未能參與日本俱樂部青年足球15歲以下錦標賽的球隊所參與的賽事。自2010年開始，該賽事與日本俱樂部青年足球聯盟同期舉行，賽事舉辦地點為福島縣的J-VILLAGE。本賽事的“最有價值球員”和“進步最快球員”得主可以參加東西對抗賽。

#### 名額分配
| 賽區       | 名額 | 賽區     | 名額 | 賽區     | 名額 |
| ---------- | ---- | -------- | ---- | -------- | ---- |
| 北海道賽區 | 1    | 東北賽區 | 1    | 關東賽區 | 3    |
| 北信越賽區 | 2    | 東海賽區 | 2    | 關西賽區 | 2    |
| 中國賽區   | 2    | 四國賽區 | 1    | 九州賽區 | 2    |

#### 決賽結果
| 屆 | 年份   | 冠軍球隊               | 決賽比分 | 亞軍球隊               |
| -- | ------ | ---------------------- | -------- | ---------------------- |
| 1  | 2010年 | 千葉JEF U15隊          | 4:2      | 熊本羅亞素青少年隊     |
| 2  | 2011年 | 甲府風林U15隊          | 4:1      | 宇治足球俱樂部青少年隊 |
| 3  | 2012年 | 熊谷足球俱樂部         | 6:0      | 山口獅U15隊            |
| 4  | 2013年 | 橫濱足球俱樂部青少年隊 | 6:2      | 富山勝利U15隊          |

#### 個人獎項
| 屆 | 年份   | 最有價值球員獎                   | 進步最快球員獎                     | 得分王                       |
| -- | ------ | -------------------------------- | ---------------------------------- | ---------------------------- |
| 1  | 2010年 | 新堀真也（千葉JEF U15隊）        | 嶋田慎太郎（熊本羅亞素青少年隊）   | 新堀真也（千葉JEF U15隊）    |
| 2  | 2011年 | 遠山拓民（甲府風林U15隊）        | 千葉涼介（宇治足球俱樂部青少年隊） | 遠山拓民（甲府風林U15隊）    |
| 3  | 2012年 | 加藤睦次樹（熊谷足球俱樂部）     | 庄司朋乃也（熊谷足球俱樂部）       | 加藤睦次樹（熊谷足球俱樂部） |
| 3  | 2013年 | 服部剛（橫濱足球俱樂部青少年隊） | 松岡大智（富山勝利U15隊）          | 松岡大智（富山勝利U15隊）    |

### 東西對抗賽
美尼康盃東西對抗賽（メニコンカップ クラブユース東西対抗戦）於1995年開始舉行，該賽事是為紀念日本俱樂部青年足球15歲以下錦標賽舉辦10週年而設立。每年日本俱樂部青年足球15歲以下錦標賽結束後，由日本俱樂部青年足球聯盟技術委員會推薦各參賽隊伍的優秀隊員分別組成“東部聯隊”和“西部聯隊”進行比賽。美尼康盃東西對抗賽於每年9月舉行，比賽場地為名古屋市的瑞穗公園橄欖球場（2024年因該場地維修而轉至岡崎市的龍北綜合運動場）。

#### 比賽方式
北海道賽區、東北賽區、關東賽區和北信越賽區的球員將組成“東部聯隊”；而東海賽區、關西賽區、中國賽區、四國賽區和九州賽區則組成“西部聯隊”。
比賽全場40分鐘；不設加時賽，若正賽打平則直接以點球大戰決定勝負。

#### 比賽結果
| 年份                           | 冠軍     | 比分       | 最佳球員   | 勇敢拼搏獎              |
| ------------------------------ | -------- | ---------- | ---------- | ----------------------- |
| 1995年                         | 西部聯隊 | 3:3（5:4） | 市川大祐   | 長沼良太 / 中村元       |
| 1996年                         | 東部聯隊 | 1:1（4:2） | 阿部勇樹   | 塙豐滿 / 森一紘         |
| 1997年                         | 西部聯隊 | 1:1（4:2） | 鈴木隼人   | 金子勇樹 / 佐野裕也     |
| 1998年                         | 西部聯隊 | 3:3（6:5） | 深澤良輔   | 淺野大地 / 山岸智       |
| 1999年                         | 東部聯隊 | 2:0        | 大澤朋也   | 高澤尚利 / 小川久範     |
| 2000年                         | 東部聯隊 | 2:0        | 菅沼實     | 江口正輝                |
| 2001年                         | 西部聯隊 | 1:0        | 家長昭博   | 青山直晃 / 山本拓彌     |
| 2002年                         | 東部聯隊 | 3:2        | 中台晶大   | 弦卷健人 / 安田理大     |
| 2003年                         | 東部聯隊 | 3:3（4:3） | 小谷野顯治 | 伊藤大地 / 中野遼太郎   |
| 2004年                         | 西部聯隊 | 3:1        | 原田開     | 岡田翔太 / 安田晃大     |
| 2005年                         | 東部聯隊 | 6:0        | 齋藤學     | 山田直輝 / 端戶仁       |
| 2006年                         | 東部聯隊 | 2:1        | 小野悠斗   | 泉澤仁 / 宇佐美貴史     |
| 2007年                         | 西部聯隊 | 2:0        | 望月聖矢   | 小林祐希 / 原口拓人     |
| 2008年                         | 東部聯隊 | 3:1        | 梶野勇太   | 柏瀨曉                  |
| 2009年                         | 東部聯隊 | 2:0        | 木下康介   | 宇佐見康介 / 石毛秀樹   |
| 2010年                         | 西部聯隊 | 3:2        | 石川大貴   | 川上盛司 / 北川航也     |
| 2011年                         | 西部聯隊 | 4:1        | 井手口陽介 | 山崎拓海 / 望月大       |
| 2012年                         | 西部聯隊 | 3:3（4:2） | 市丸瑞希   | 山崎海秀 / 加藤大智     |
| 2013年                         | 東部聯隊 | 3:1        | 佐多秀哉   | 關海斗 / 堂安律         |
| 2014年                         | 西部聯隊 | 3:2        | 川村拓夢   | 金亮也 / 島袋和義       |
| 2015年                         | 西部聯隊 | 3:2        | 奥野耕平   | 榊原彗悟 / 本間至恩     |
| 2016年                         | 西部聯隊 | 5:3        | 川本梨誉   | 食野壮磨 / 細谷真大     |
| 2017年                         | 西部聯隊 | 5:1        | 小川雄一郎 | 唐山翔自 / 谷口大晟     |
| 2018年                         | 東部聯隊 | 3:1        | 山根陸     | 真家英嵩 / 中村仁郎     |
| 2019年                         | 西部聯隊 | 4:1        | 池田怜央   | 渡部一歷 / 大屋瑛音     |
| 2020年                         | 賽事取消 | 賽事取消   | 賽事取消   | 賽事取消                |
| 2021年                         | 賽事取消 | 賽事取消   | 賽事取消   | 賽事取消                |
| 2022年                         | 西部聯隊 | 2:2（7:6） | 八色真人   | 前田勘太朗 / 小野田亮汰 |
| 2023年                         | 東部聯隊 | 4:2        | 吉田湊海   | 奥田悠真 / 土井口立     |
| 2024年                         | 東部聯隊 | 5:4        | 川村求     | 相馬陸人 / 岡颯介       |
| 註：（）內比分為點球大戰得分。 |          |            |            |                         |

### 腳註
1. 1 2 3 4  球隊於2004年改名為“東京足球俱樂部深川U15隊”。
2. 1 2 3 4 5 6  球隊因主隊於2008年改名而變更名稱為“名古屋鯨魚U15隊”。
3. ↑  因中場休息時突發雷雨天氣而下半場比賽推遲；後因天氣未好轉而比賽終止，故以上半場比分為最終成績。

### 出典
1. 1 2  . 日本俱樂部青年足球聯盟. 2020-06-09  [2025-05-09]. （原始内容存档于2020-07-16）.
2. ↑  . 日本俱樂部青年足球聯盟. 2020-05-29  [2025-05-12]. （原始内容存档于2025-05-12）.
3. ↑  . 日本俱樂部青年足球聯盟. 2021-08-27  [2025-05-12]. （原始内容存档于2025-05-12）.

## 外部連接
- 官方网站（日語）
- 第40屆日本俱樂部青年足球15歲以下錦標賽 官方網站 （页面存档备份，存于）（日語）
- 目立康盃俱樂部青年東西對抗賽 官方網站 （页面存档备份，存于）（日語）